# Баденская народная партия
Баденская народная партия, БНП (нем. Badische Volkspartei, BVP) — региональная политическая партия в немецкой земле Баден-Вюртемберг, основанная 5 июня 1959 года в Карлсруэ. Её первостепенной целью являлся роспуск земли Баден-Вюртемберг, существующей с 1952 года, чтобы тем самым добиться восстановления Бадена, как отдельной административной единицы Германии. Первым председателем партии стал Роберт Альбиз.
Во время выборов в марте 1960 года БНП объединилось с Германской партией (ДП). Официально коалиция называлась как ДП/БНП. В избирательном бюллетене она была указана как ДП. Коалиция добилась лучшего результата с 4,3 % в административном округе Фрайбург. В сентябре того же года БНП прекратила сотрудничество с ДП. После проведения референдума в 1970 году, на котором граждане проголосовали за продолжение существования Баден-Вюртемберга, партия самороспустилась.
Генрих Берггёц был избран в 1959 году единственным представителем от БНП в городском совете Карлсруэ.